# Zhang Xiaoni
Zhang Xiaoni (chinesisch 張曉妮 / 张晓妮, Pinyin Zhāng Xiǎonī; * 29. Oktober 1983 in Yantai, Shandong) ist eine chinesische Basketballspielerin.
Sie begann ihre Profikarriere 1995 beim Jinan Military Command Youth Team, bevor die 1998 zum Bayi Team wechselte. 2001 wurde sie in die Nationale Jugendauswahl berufen. Seit 2002 spielt sie in der Nationalmannschaft. Zhang war Teil des Teams, welches bei der Asienmeisterschaft 2002, 2004 und 2006 die Goldmedaille gewann. Bei den Olympischen Sommerspielen 2004 wurde sie mit der Chinesischen Nationalmannschaft am Ende Neunte. Sie nahm auch bei den Olympischen Spielen 2008 in Peking teil. Dort erreichte sie mit der Chinesischen Mannschaft den 4. Platz.